# Ninho

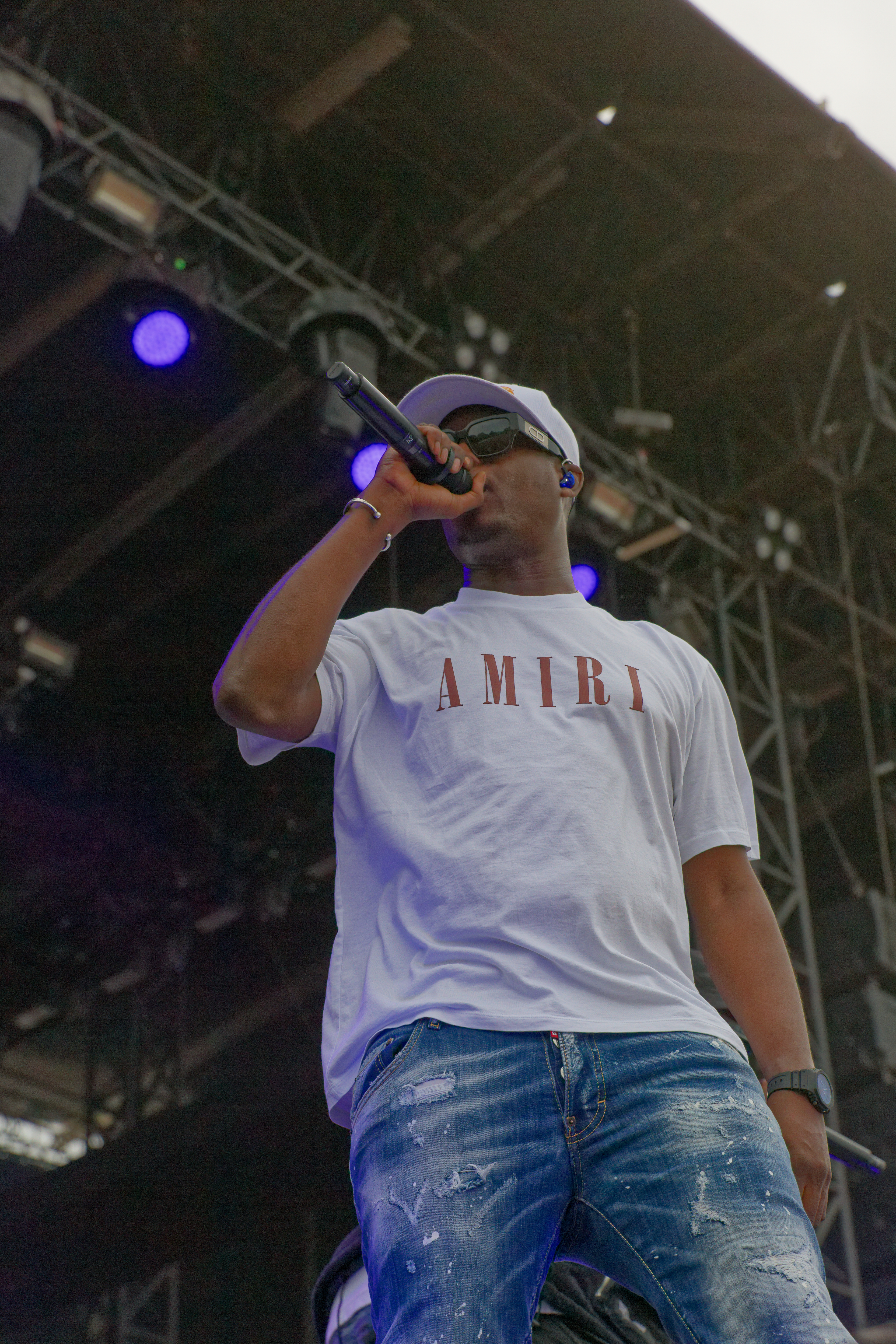
Ninho (2022)

Ninho (* 2. April 1996 in Yerres, Île-de-France; bürgerlich William Nzobazola) ist ein französischer Rapper.

## Leben und Karriere
Als Sohn kongolesischer Eltern wuchs Ninho in Yerres und Nemours in Seine-et-Marne auf. Bereits im Alter von zwölf Jahren begann er zu rappen.
2013 veröffentlichte er sein erstes Mixtape Ils Sont Pas Au Courant Vol. 1. Im darauffolgenden Jahr folgte En attendant I.S.P.A.C. 2, sowie I.S.P.A.C. 2 und M.I.L.S im Jahr 2016. Erst am 8. September 2017 erschien sein Debütalbum Comme prévu und erreichte auf Anhieb Platz eins der französischen Albumcharts. Allein in der Veröffentlichungswoche verkaufte sich das Album über 30.000 Mal. Bis 2018 konnte das Projekt mehr als 300.000 Einheiten absetzen und wurde mit 3-fach-Platin ausgezeichnet.
Ein Jahr nach der Veröffentlichung des Mixtapes M.I.L.S 2.0, einer Fortsetzung des Mixtapes M.I.L.S (2016), erschien am 22. März 2019 sein zweites Album Destin. Es enthielt Kollaborationen mit Künstlern wie Niska, Dadju und Jul. In Zusammenarbeit mit dem Streaming-Dienst Deezer wurde es Fans möglich gemacht, bereits Tage zuvor vor dem Pariser Gare Saint-Lazare auf Laufbändern Lieder aus dem Album anzuhören. Parallel dazu wurde zur Albumveröffentlichung das Video Paris c’est magique auf YouTube hochgeladen und erreichte binnen weniger Stunden über eine Million Aufrufe. Bereits in den ersten drei Tagen konnte Destin über 26.000 Einheiten absetzen.

## Diskografie
Studioalben

| Jahr | Titel Musiklabel                          | Höchstplatzierung, Gesamtwochen, AuszeichnungChartplatzierungen (Jahr, Titel, Musiklabel, Platzierungen, Wochen, Auszeichnungen, Anmerkungen) | Höchstplatzierung, Gesamtwochen, AuszeichnungChartplatzierungen (Jahr, Titel, Musiklabel, Platzierungen, Wochen, Auszeichnungen, Anmerkungen) | Höchstplatzierung, Gesamtwochen, AuszeichnungChartplatzierungen (Jahr, Titel, Musiklabel, Platzierungen, Wochen, Auszeichnungen, Anmerkungen) | Anmerkungen                                                           |
| Jahr | Titel Musiklabel                          | FR | BEW | CH | Anmerkungen                                                           |
| ---- | ----------------------------------------- | --- | --- | --- | --------------------------------------------------------------------- |
| 2017 | Comme prévu Mal Luné Music/Rec. 118 (WMG) | FR1 Diamant · (110 Wo.)FR | BEW3 (… Wo.)BEW | CH28 (1 Wo.)CH | Erstveröffentlichung: 8. September 2017 Verkäufe: + 500.000           |
| 2019 | Destin Mal Luné Music/Rec. 118 (WMG)      | FR1 ×2Doppeldiamant · (156 Wo.)FR | BEW1 Gold · (… Wo.)BEW | CH2 (37 Wo.)CH | Erstveröffentlichung: 22. März 2019 Verkäufe: + 1.010.000             |
| 2021 | Jefe Mal Luné Music/Rec. 118 (WMG)        | FR1 Diamant · (… Wo.)FR | BEW1 (… Wo.)BEW | CH4 (44 Wo.)CH | Erstveröffentlichung: 3. Dezember 2021 Verkäufe: + 500.000            |
| 2023 | NI Mal Luné Music/Rec. 118 (WMG)          | FR1 ×2Doppelplatin · (… Wo.)FR | BEW1 (72 Wo.)BEW | CH2 (13 Wo.)CH | Erstveröffentlichung: 30. Juni 2023 Verkäufe: + 200.000               |
| 2024 | GOAT Mal Luné Music/Rec. 118 (WMG)        | FR1 Platin · (… Wo.)FR | BEW1 (… Wo.)BEW | CH2 (… Wo.)CH | Erstveröffentlichung: 25. Oktober 2024 Verkäufe: + 100.000; mit Niska |